# 노수성
노수성(1973년 6월 19일 ~)은 대한민국의 배우이자 모델이다.

## 출연 작품

### 영화
- 《안이어폰》 (2016년) - 김부장 역
- 《설》 (2016년)
- 《P.S. 걸》 (2016년) - 호출남 역
- 《강남 1970》 (2015년) - 구 영등포 덩치 3 역
- 《픽업 아티스트》 (2014년) - 동대장 역
- 《하이힐》 (2014년) - 허불 사내들 역
- 《여배우는 너무해》 (2014년) - 조폭들 역
- 《아리수신화》 (2013년)
- 《잎새》 (2001년) - 형사 역
- 《신라의 달밤》 (2001년) - 길남 심복 2 역

### 드라마
- 《더 게임: 0시를 향하여》 (MBC, 2020년)
- 《미스터 기간제》 (OCN, 2019년)
- 《한 번 더 해피엔딩》 (MBC, 2016년)
- 《출출한 여자 시즌2》 (네이버TV, 2016년) - 이삿짐 직원 역
- 《태양의 도시》 (MBC 드라마넷, 2015년) - 형사 역
- 《감격시대》 (KBS2, 2014년) - 순포대장 역
- 《칼과 꽃》 (KBS2, 2013년) - 닭장수 역
- 《노래하는 계집종 창가비》 (CNTV, 2012년) - 중국관료 역
- 《드라마의 제왕》 (SBS, 2012년) - 제작사대표 역
- 《노란 복수초》 (tvN, 2012년) - 업자 역
- 《메이퀸》 (MBC, 2012년) - 해경 역
- 《야인시대》 (SBS, 2002년) - 서대문파 부두목 역
- 《라이벌》 (SBS, 2002년) - 강우혁 친구 역

### 연극
- 《아동극 신데렐라》
- 《신 살아보고 결혼하자》

### 뮤직비디오
- 싸이 - 강남스타일
- 양파 - 애송이의 사랑

### 광고
- 핫브레이크
- 흥국화재